# 布鲁泽莱萨莱斯
布鲁泽莱萨莱斯（法語：Brouzet-lès-Alès，法語發音：[bʁuzɛ lɛ.z‿alɛs]，意为“阿莱斯附近的布鲁泽”）是法国加尔省的一个市镇，属于阿莱斯区。

## 地理
布鲁泽莱萨莱斯（44°8'15"N, 4°14'47"E）面积13.03 平方千米，位于法国奧克西塔尼大區加尔省，该省份为法国南部沿海省份，南端濒地中海，北起顺时针与阿尔代什省、沃克吕兹省、罗讷河口省、埃罗省、阿韦龙省和洛泽尔省接壤。
与布鲁泽莱萨莱斯接壤的市镇（或旧市镇、城区）包括：布凯、纳瓦塞勒、莱普朗、圣瑞斯特和瓦基耶尔、塞讷。

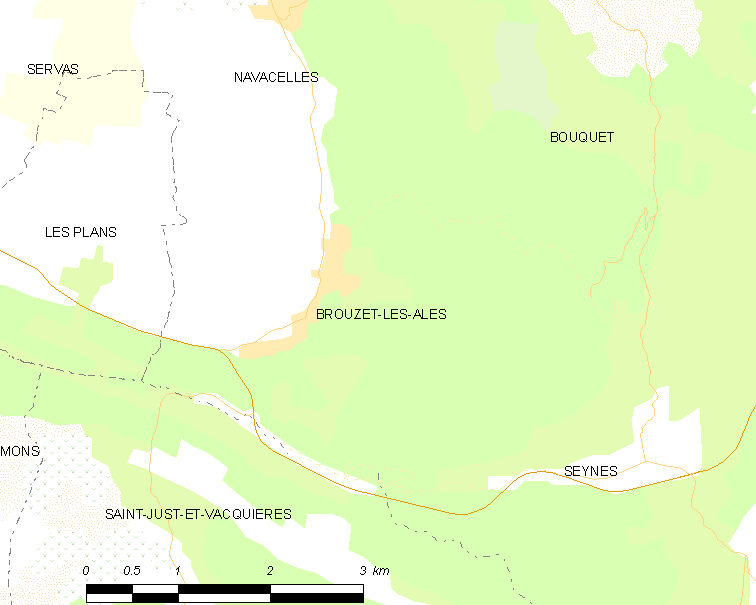
布鲁泽莱萨莱斯的OSM定位图

布鲁泽莱萨莱斯的时区为UTC+01:00、UTC+02:00（夏令时）。

## 行政
布鲁泽莱萨莱斯的邮政编码为30580，INSEE市镇编码为30055。

## 政治
布鲁泽莱萨莱斯所属的省级选区为阿莱斯第二县。

## 人口

1962-2008年间布鲁泽莱萨莱斯人口变化图示

布鲁泽莱萨莱斯于2022年1月1日时的人口数量为681人。